# Amphisbaena arda
Espèce
Amphisbaena arda est une espèce d'amphisbènes de la famille des Amphisbaenidae.

## Répartition
Cette espèce est endémique de l'État de Bahia au Brésil. Elle a été découverte à Barra.

## Description
Amphisbaena arda mesure 330 mm de longueur et 9 mm de diamètre.

## Publication originale
- Rodrigues, 2003 : Herpetofauna of Quaternary sand dunes of the middle Rio São Francisco, Bahia, Brazil. VIII. Amphisbaena arda sp. nov., a fuliginosa-like checkered patterned Amphisbaena (Squamata, Amphisbaenidae). Phyllomedusa, vol. 1, n. 2, p. 51-56 (texte intégral).